# Sint-Martinuskerk (Welden)

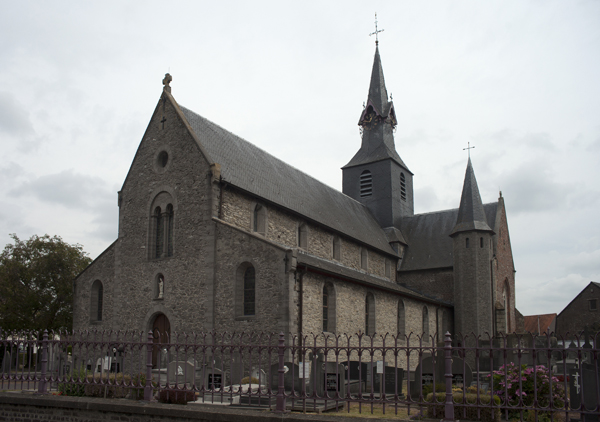
Sint-Martinuskerk

De Sint-Martinuskerk is de parochiekerk van de tot de Oost-Vlaamse gemeente Oudenaarde behorende plaats Welden, gelegen aan de Monseigneur Lambrechtstraat.
Een kerk in Welden bestond al in het begin van de 12e eeuw en in 1110 kwam het patronaatsrecht in bezit van de Abdij van Ename. Er was toen sprake van een gebouw in romaanse stijl, opgetrokken in doornikse steen. In de 17e eeuw vonden wijzigingen in laatgotische zin plaats. Van omstreeks 1870-1871 werd de kerk vergroot en gewijzigd in neoromaanse stijl. Architect was Auguste Van Assche. In 1873 werd een groot deel van het oude kerkmeubilair vervangen.

## Gebouw
Het betreft een driebeukige basilicale kruiskerk met een vierkante klokkentoren op de viering. De bakstenen transeptarmen zijn gebouwd in de 15e of de 16e eeuw. Koor en schip werden uitgevoerd in Doornikse steen en bezitten nog fragmenten van het oorspronkelijke romaanse gebouw.
De kerk wordt omringd door een kerkhof, waarop zich ook de grafkapel van monseigneur Lambrecht bevindt.

## Interieur
Schip en koor worden overkluisd door een tongewelf. De kerk bezit een 18e-eeuws gepolychromeerd houten beeld van Sint-Martinus. Het doopvont is van omstreeks 1700. Het merendeel van het kerkmeubilair is neogotisch en 19e-eeuws. De kruiswegstaties in gepolychromeerd gips werden in de 1e helft van de 20e eeuw vervaardigd door Aloïs De Beule.

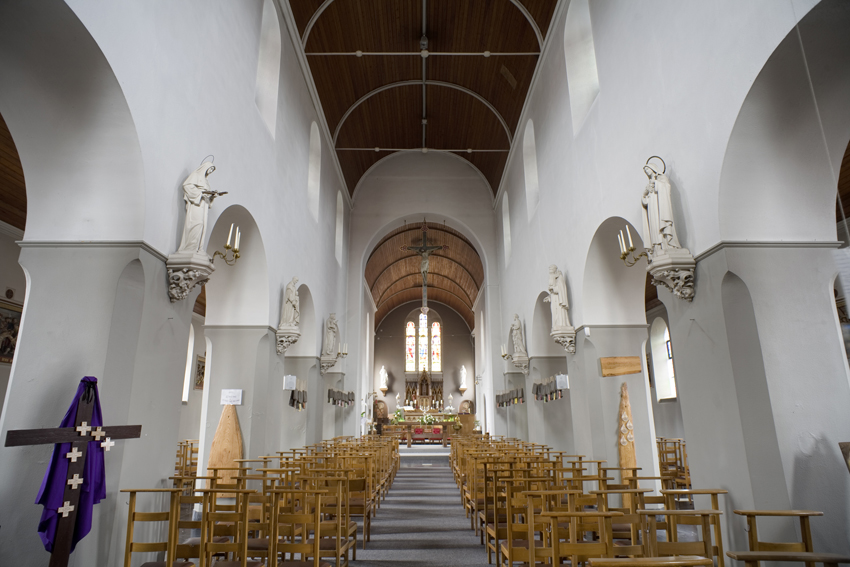
Interieur
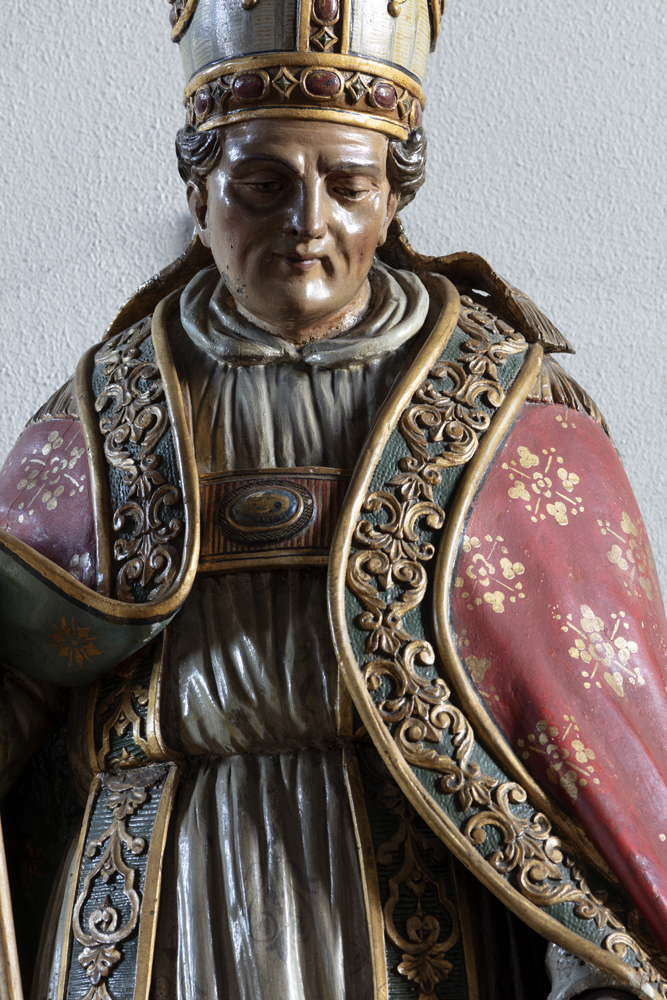
St. Martinus (18e eeuw)
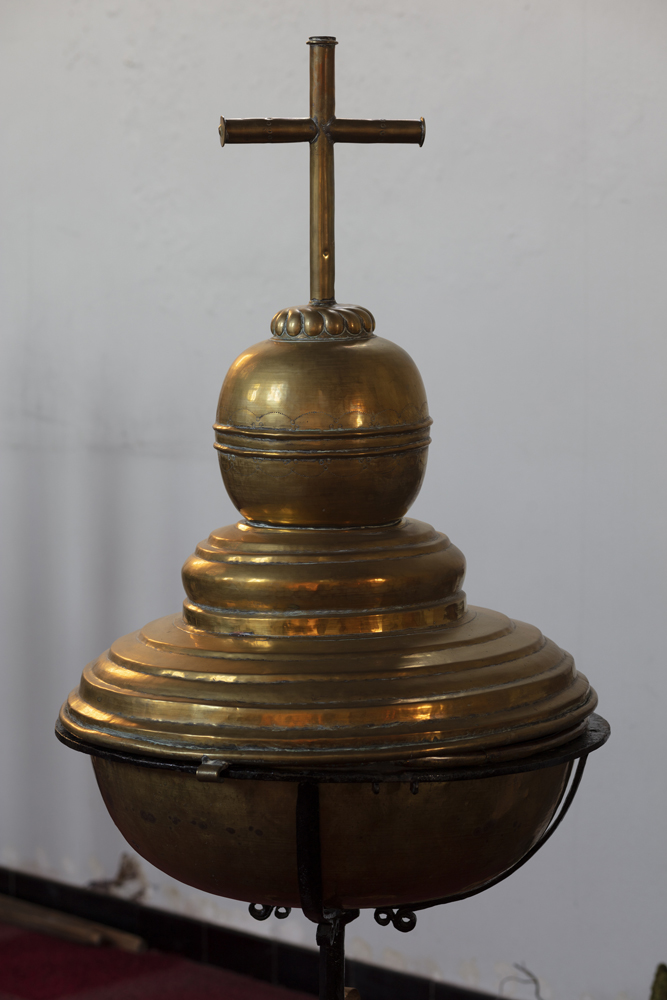
Doopvont
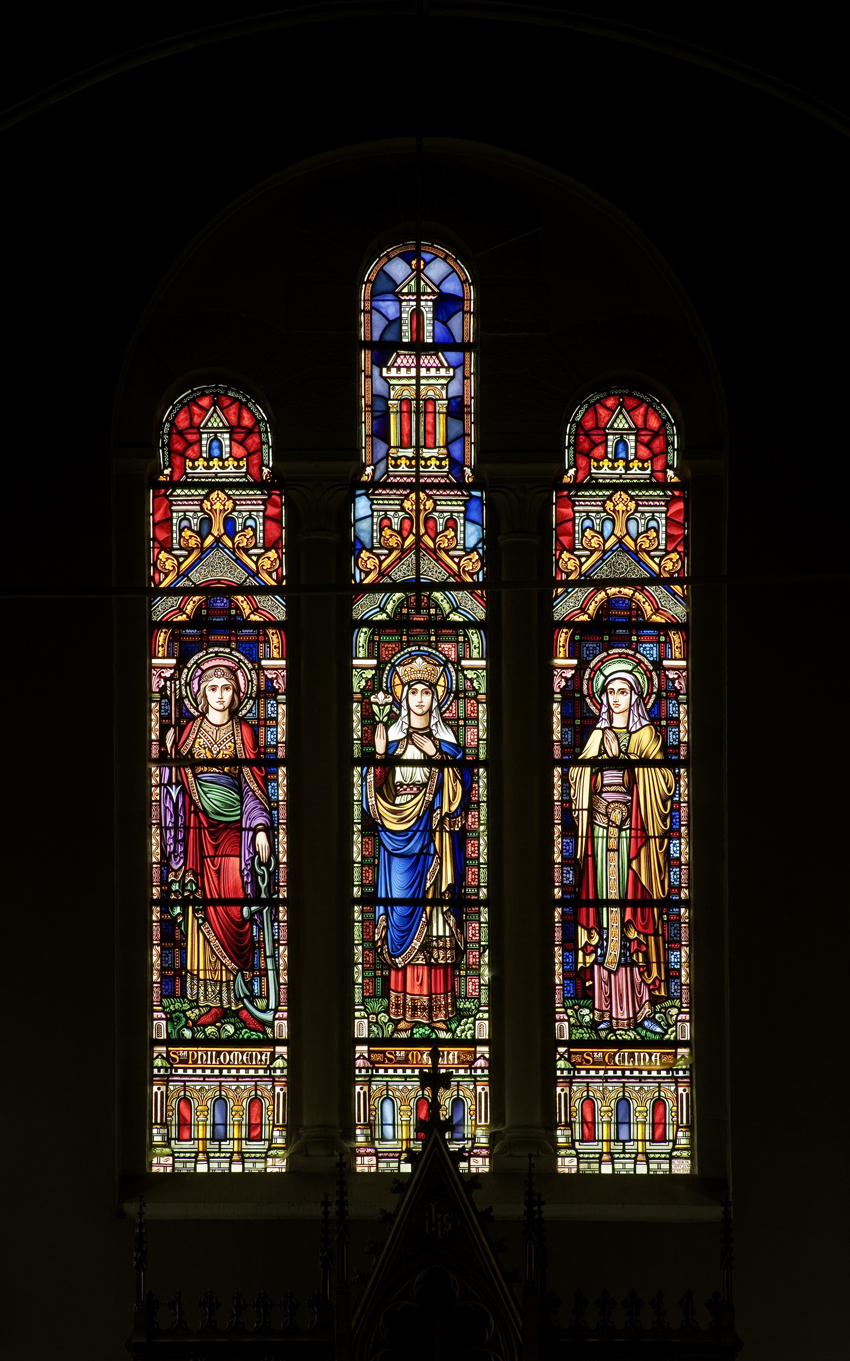
Glasraam
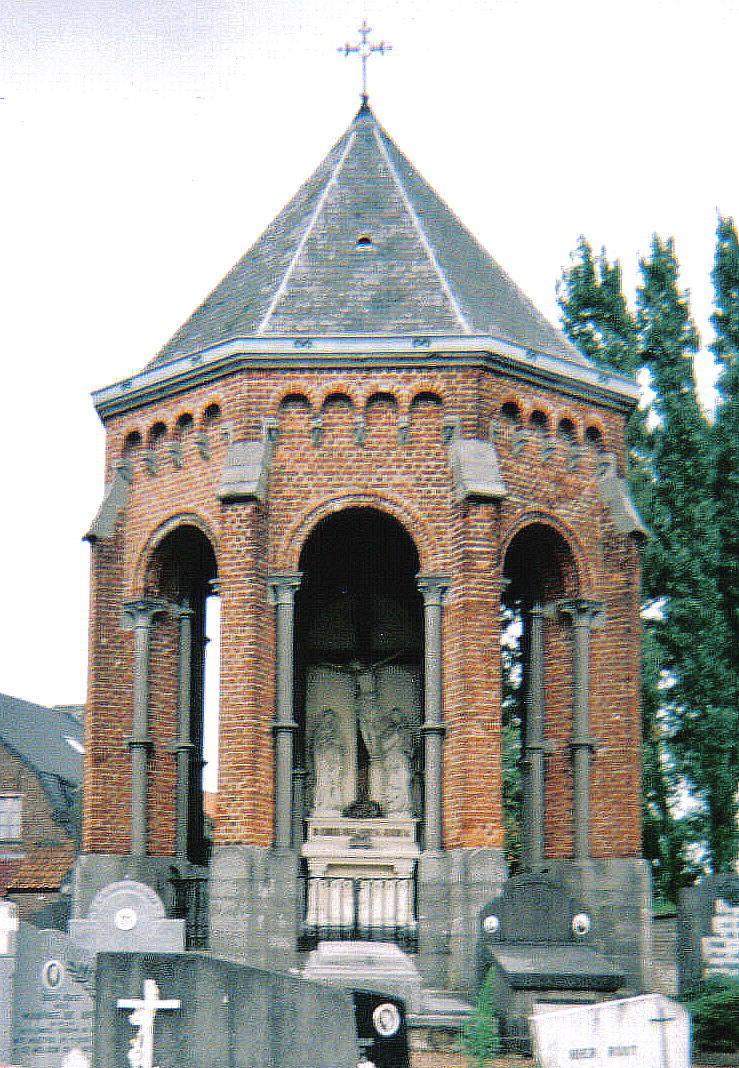
Grafkapel Lambrecht